# Bergunda
Bergunda är kyrkby i Bergunda socken i Växjö kommun i Kronobergs län belägen strax sydväst om Växjö, väster om Norra Bergundasjön. 
I byn ligger Bergunda kyrka.